# Alvhems kungsgård
Alvhems kungsgård (även Stora Alfhem) är en herrgård som är belägen i närheten av orten Alvhem i Skepplanda socken i Ale kommun.

## Historia och etymologi
Gårdsnamnet Alweim är första gången omnämnt 1377, då Norges kung Håkan Magnusson förlänade egendomen till Gudmund Grein. Alvhem ingick vid denna tid i Magnus Erikssons efterlämnade underhållsländer, som Håkan vägrade lämna tillbaka till Sverige efter faderns död.
Det är oklart om namnet har något samband med Alvhemmen (fornnordiska Alfheimar), som är de isländska sagornas namn på Bohuslän och Østfold söder om älven Glomma. Enligt mindre spekulativa teorier kan förleden vara ett fornsvenskt alf, som syftar på alven, den grusjord man finner under matjorden, eller det fornsvenska al, syftande på grässvålen som uppstår på avbetad mark. Att efterleden hem syftar på bygd råder däremot enighet om.
1528 är gården omnämnd som sätesgård (Alffuem kongsgårdt), då ägaren var Tuve Birgersson Lilliehöök. I september 1529 förlänade Gustav Vasa kungsgården åt Peder Svenske. 
Från 1681 var Kungsgården residens för Henrik von Vicken, landshövding i Älvsborgs län. När länets tidigare residensstad Borås ödelades i stadsbranden 1681 beslutades att ny residensstad skulle bli Vänersborg. Residenset där stod inte klart förrän efter von Vickens död 1690.
Under slutet av 1600-talet och början av 1700-talet innehades Alvhems kungsgård av Jonas Ahlehielm, vars vapensköld hänger i Skepplanda kyrka där han är begravd.
År 1767 förvärvades Stora Alvhem av Niclas Sahlgren, direktör för Svenska Ostindiska Companiet. Han bodde dock inte där själv. I bouppteckningen efter denne 1776 beskrevs mangårdsbyggnaden som ny. År 1818 fick byggnaden en större tillbyggnad med förstuga och två kamrar.
Niclas Sahlgren införlivade kungsgården i Kobergs fideikommiss där den blev kvar till 1929.
Sedan 1986 disponeras kungsgården av Ale golfklubb, som har anlagt en golfbana med 18 hål på kunggårdens ägor.

## Arkeologi
En karta från 1701 återger uppgifter från ortsborna om att kungsgården och dess kapell tidigare skulle ha stått på kullen mellan Stora och Lilla Alvhems gårdsbebyggelser. Åren 2008-2021 genomfördes en rad arkeologiska insatser på platsen under ledning av bland andra Martin Rundkvist, utan att några spår av medeltida verksamhet framkom.

## Elin Larsdotter
Elin Larsdotter, födelseår okänt, var en tjänstekvinna på gården som dömdes till döden genom att brännas på bål för mordbrand och stöld.
Natten mellan den 4 och 5 september 1697 påstods hon ha satt eld på kungsgården efter att ha stulit pengar. Till sin medhjälp hade hon anlitat färgaren och båtmannen Olof Nilsson. Vid ett extra ordinarie ting i Kattleberg hösten 1668 belades hon enligt Högmålsbalken Kap.XI  med dödsstraff: "Then skal i bal brinna som bränt hafwer före bondanom". Elin Larsdotter blev enligt protokoll bränd år 1698 medan Olof Nilsson halshöggs.
Graverande för domen kan ha varit att kronolänsman Olof Göök hade fått tillåtelse av dåvarande landshövding David Makeléer vid tidpunkten för brottet att bo på kungsgården där alla hans ägodelar förstördes. Än värre var att 150 daler silvermynt "Konungens penningar" också förstördes i branden.